# Neocollyris subtilis
Neocollyris subtilis is een keversoort uit de familie van de loopkevers (Carabidae). De wetenschappelijke naam van de soort is voor het eerst geldig gepubliceerd in 1863 door Maximilien de Chaudoir.